# Даутцен Крус
Да́утцен Крус (нід. Doutzen Kroes; нар. 23 січня 1985 року, Еастермар, Нідерланди) — нідерландська кіноакторка, супермодель. «Ангел» Victoria's Secret. Єдина з відомих моделей, що потрапили в модельний бізнес самостійно.

## Кар'єра
У 2005 році обрана найкращою моделлю сайту Vogue. У 2006 році підписала контракт з косметичною маркою L'Oreal Paris. У 2007 році в травневому номері американського Vogue з'явилася на обкладинці разом з моделями Гіларі Рода, Каролін Трентіно, Ракель Циммерман, Сашею Пивоваровою, Агнесс Дейн, Коко Роша, Джесікою Стем, Шанель Іман та Лілі Дональдсон, де вони були представлені як нове покоління супермоделей.
Єдина з відомих моделей, у тому числі і «ангелів» Victoria's Secret, що потрапили в модельний бізнес самостійно. На відміну від більшості моделей, яких знайшли скаути великих агентств (як Кейт Мосс або Наталію Водянову), помітили фотографи (як Кароліну Куркову) або які виграли конкурси (як Гайді Клум і Адріана Ліма), Даутцен сама надіслала свої фото в агентство, щоб заробити на належних у цьому випадку «преміальних». Однак її дані помітили навіть на неякісних фотографіях.
Даутцен Крус з'являлася на обкладинках журналів «Time», «Vogue», «Harper's Bazaar», «Numéro», «Seventeen», «ELLE», «Marie Claire», «Glamour» і багатьох інших. Брала участь в рекламних кампаніях Calvin Klein, Dolce & Gabbana, Escada, GAP, Gianfranco Ferré, Gucci, Guerlain, H & M, HUGO by Hugo Boss, L'Oréal, Mexx, Schwarzkopf, Tommy Hilfiger denim, Valentino, Versace і Neiman Marcus. 
Знімалася для календаря Pirelli в 2008 році. В 2013 році Крус побила рекорд: вона дев'ять разів знялася для обкладинки Vogue, що в тому році не вдалося жодній іншій супермоделі.

## Особисте життя
У листопаді 2010 року одружилася з Саннері Джеймсом, з яким зустрічалася понад два роки, познайомившись на фестивалі Veronica Sunset Grooves в Нідерландах в 2009 році. Скромна церемонія відбулася в місті Остермер. 21 січня 2011 року в одній з клінік Амстердама Даутцен народила сина Філлен. У 2014 народила доньку.